# Homalium breviracemosum
Homalium breviracemosum är en videväxtart som beskrevs av How och Ko. Homalium breviracemosum ingår i släktet Homalium och familjen videväxter. Inga underarter finns listade i Catalogue of Life.